# تپه کیسه لان (چشمه لاکپشتان)
تپه کیسه لان (چشمه لاکپشتان) مربوط به دوران پیش از تاریخ ایران باستان است و در شهرستان سقز، بخش زیویه، روستای کرد کند واقع شده و این اثر در تاریخ ۱۰ مهر ۱۳۸۰ با شمارهٔ ثبت ۴۰۱۶ به‌عنوان یکی از آثار ملی ایران به ثبت رسیده است.